# Jaeger-LeCoultre
Pour les articles homonymes, voir De Jager ou De Jaeger, Jaeger et Lecoultre.
Jaeger-LeCoultre (prononcé [ ʒeʒɛʁ.ləkultʁ]) est une manufacture d'horlogerie de luxe basée dans le village du Sentier en Suisse et dont la fondation remonte à la première moitié du XIXe siècle.

## Histoire

### La famille LeCoultre
Les plus anciens éléments d'archive attestant de la présence de la famille LeCoultre en Suisse datent du XVIe siècle. Accablé par les persécutions religieuses qui frappent les huguenots, Pierre LeCoultre (environ 1530 – environ 1600) fuit Lizy-sur-Ourcq, village situé en Seine-et-Marne, non loin de Meaux, pour gagner Genève. En 1558, il obtient le statut d'« habitant » de Genève mais part un an plus tard et acquiert un terrain dans la Vallée de Joux, dans le Jura suisse. Peu à peu, une petite communauté se forme et le fils de Pierre LeCoultre y bâtit un temple en 1612. Cet événement marque la fondation du village baptisé Le Sentier, qui abrite encore aujourd'hui la manufacture de l'entreprise.

### Création de la manufacture LeCoultre &Cie

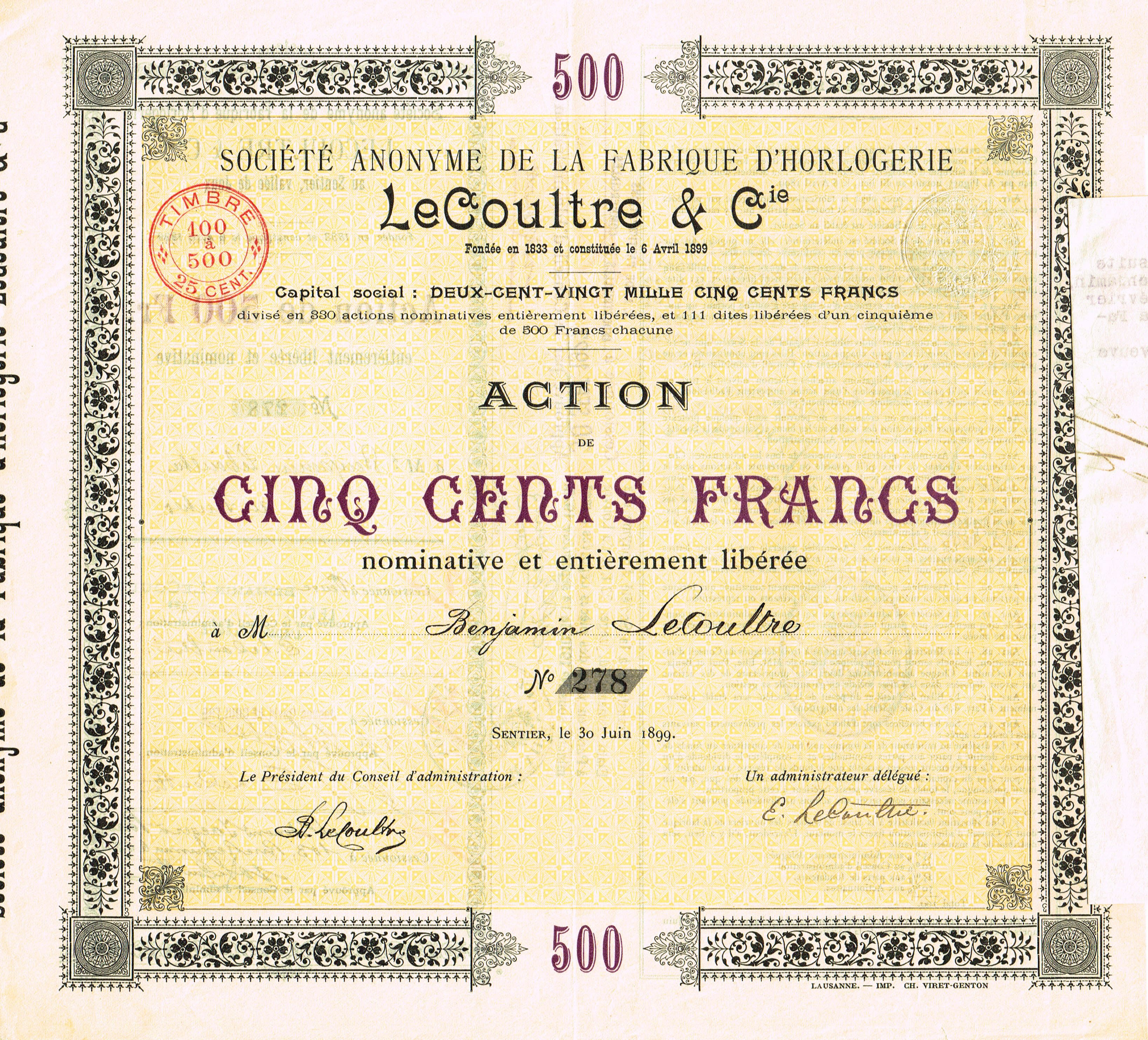
Action de la SA de la Fabrique d'Horlogerie LeCoultre & Cie en date du 30 juin 1899.

En 1833, peu de temps après avoir inventé la machine à découper les pignons à partir de l'acier, Antoine LeCoultre (1803-1881), fonde un petit atelier d'horlogerie au Sentier, où il affûte ses compétences horlogères pour créer des garde-temps de qualité supérieure. En 1844, il invente l'instrument de mesure le plus précis au monde, qui est le millionomètre. En 1847, il crée un système dans lequel il n'est plus nécessaire d'utiliser une clé pour remonter et régler la montre. Quatre ans plus tard, il reçoit une médaille d'or pour son travail sur la précision et la mécanisation en horlogerie lors de la première exposition universelle à Londres.
En 1866, à une époque où les différents corps de métier étaient disséminés dans des centaines de petits ateliers, Antoine et son fils, Elie LeCoultre (1842-1917), fondent la manufacture LeCoultre & Cie, exemple de structure intégrant tous leurs artisans sous un seul et même toit. C'est ainsi qu'en 1870, la manufacture développe les premiers procédés de fabrication partiellement mécanisés pour des mouvements à complication.
La même année, la manufacture employait 500 personnes. En 1900, la « Grande Maison de la Vallée de Joux », comme on la surnommait à l'époque, avait créé plus de 350 calibres différents, dont 128 équipés d'une fonction chronographe et 99 d'un mécanisme de répétition. À compter de 1902 et jusque dans les années 1930, LeCoultre & Cie produisit la plupart des ébauches de montres pour le compte de la marque genevoise Patek Philippe.

### Création et développement de Jaeger-LeCoultre
En 1903, Edmond Jaeger, horloger parisien et fournisseur officiel de la Marine nationale, met au défi les marques horlogères suisses de développer et de produire les mouvements extra-plats qu'il a déjà inventés.
Jacques-David LeCoultre, petit-fils d'Antoine et responsable de la production chez LeCoultre & Cie, relève le défi et crée une série de montres de poche extra-plates. En 1907, LeCoultre & Cie présente la montre la plus fine au monde, équipée d'un calibre LeCoultre Calibre 145. La même année, le bijoutier Cartier, qui figure parmi les clients de Jaeger, signe avec celui-ci un contrat stipulant que tous les mouvements Jaeger seront exclusivement réservés à Cartier sur une période de 15 ans. Jaeger confie la fabrication de ces mouvements à LeCoultre.
En 1917, un premier rapprochement entre Jaeger et Lecoultre se concrétise par la création d'une association de participation visant à l'exploitation entière des établissements Jaeger et LeCoultre & Cie ainsi que le développement des départements horlogerie et appareils de précision en petite mécanique. Si les deux entreprises gardent chacune des structures juridiques distinctes, cette association marque le début d'une forte collaboration entre les deux sociétés française et suisse.
Durant l'entre-deux-guerres, LeCoultre & Cie diversifie sa production au delà de l'horlogerie fine en produisant des compteurs et montres pour l'automobile et l'aviation. Cette diversification permet à la manufacture suisse de traverser la Grande Dépression des années 1930 sans souffrir. Mieux, elle continue son développement en élargissant son contrôle sur toute la chaine de production, de l'ébauche à la terminaison de la montre complète. Cette réussite est en grande partie liée au dynamisme des établissements Jaeger à Paris, qui absorbent les trois quarts de la production de LeCoultre & Cie durant cette période. Les montres issues de la manufacture suisse sont alors distribuées sous les marques "Le Coultre", "Jaeger" ou pour des clients privilégiés comme Cartier, Gübelin, Türler, etc..
En 1937, Lecoultre sort pour son client Noel Pemberton Billing et sa Compass camera limited un appareil photographique 24 x 36 sur film spécial le Compass.
La marque "Jaeger-Lecoultre" est officiellement créée en 1937 afin de concentrer les efforts de commercialisation des produits d'horlogerie fabriqués par la manufacture du Sentier sous une marque unique, à l'exception des marchés nord-américains (États-Unis et Canada) où les montres seront distribuées sous l'appellation "Le Coultre". Désormais, la marque "Jaeger" ne sera plus utilisée que pour des modèles dont les mouvements ne sont pas produits par la manufacture LeCoultre & Cie, tels les chronographes utilisant des calibres Universal Genève ou Valjoux, ou certaines pendules issues des établissements Jaeger en France.
Sous la direction de Jacques-David LeCoultre, jusqu'à sa mort en 1948, la manufacture suisse rencontre de beaux succès : prise de participation dans Vacheron & Constantin en 1938, doublement du chiffre d'affaires entre 1937 et 1946, traversée de la Seconde Guerre mondiale sans dommage grâce à une diversification de la production, dynamisme commercial et  "neutralité" politique.
Dans les années cinquante, une nouvelle génération de dirigeants prend les rênes des différentes sociétés au Sentier, à Genève et à Paris. La croissance reste soutenue grâce à une notoriété grandissante apportée par des modèles emblématiques tels la pendule Atmos et par le développement de nouveaux produits qui rencontrent de vifs succès commerciaux, comme la Memovox, diffusée sur le marché à partir de 1956. Cette dynamique s'essouffle lors de la décennie suivante marquée par des opérations capitalistiques de scission - Vacheron & Constantin retrouve sa pleine indépendance en 1965 - puis de concentration avec le rachat par Favre Leuba en 1969.

### Traversée des années de crise et retour de la croissance
Dans les années 70, la crise du quartz, qui ébranle fortement l'industrie horlogère suisse et française, fragilise de nombreuses entreprises du secteur, dont Jaeger-Lecoultre. En 1978, le groupe allemand VDO Automotive, leader dans la production d'instruments électroniques destinés à l'automobile, fait l'acquisition des capacités de production et de distribution de Jaeger-LeCoultre afin de se diversifier dans l'horlogerie commerciale.
En 1980, le groupe Matra prend le contrôle du groupe Jaeger S.A qui est alors organisé en quatre divisions (Automobile, Aéronautique, Industrie/Connecteurs et Horlogerie). Matra revend l'année suivante la division Horlogerie à VDO. En 1981, les marques horlogères "Jaeger" et "Jaeger-Lecoultre" sont à nouveau réunifiées.
Aux États-Unis, l'appellation "Le Coultre" disparait définitivement en 1985 au profit de Jaeger-LeCoultre.
En 1986, la situation financière de Jaeger-LeCoultre reste difficile. VDO décide de faire monter un partenaire industriel au capital de la société. Audemars-Piguet devient alors actionnaire à 40 % de Jaeger-LeCoultre et négocie un droit de préemption sur le reste du capital.
Alors que VDO est racheté par Mannesmann en 1991, le nouveau groupe constitué décide de rassembler l'ensemble de ses participations dans des sociétés horlogères au sein d'une seule entité, nommée LMH (Les Manufactures Horlogères). En plus des 60 % de Jaeger-LeCoultre, LMH regroupe 100 % d'IWC (International Watch Company) et 90 % de Lange & Söhne. Les 3 entreprises horlogères restent autonomes, avec des usines distinctes, des stratégies commerciales différentes, sans synergie industrielle.

### Arrimage au groupe Richemont
La fin des années 1990 sera marquée par une nouvelle dynamique de concentrations dans le secteur de l'horlogerie de luxe. À la différence du précédent, ce mouvement de consolidation n'est pas motivé par des problématiques de restructurations, mais par la volonté des grands groupes de luxe d'étoffer leur portefeuille de marques horlogères qui sont en pleine croissance. En 2000, le groupe de luxe Richemont rachète à VDO/Mannesmann la totalité de LMH (Les Manufactures Horlogères) pour 2,8 milliards de francs suisses et à Audemars Piguet les 40 % restants de Jaeger-LeCoultre pour 280 millions de francs suisses.

## Inventions
Depuis la fondation de Jaeger-LeCoultre, la marque a produit plus de 1 242 calibres différents, déposé environ 400 brevets et créé des centaines d'inventions,.

### Millionomètre
Inventé par Antoine LeCoultre en 1844, le millionomètre fut le premier instrument de l'histoire capable de mesurer les microns, permettant ainsi d'affiner la fabrication des composants de montres. Cette invention ne fut jamais brevetée, car aucun système d'homologation officiel n'existait en Suisse à l'époque. Toutefois, son procédé de fabrication unique fut jalousement gardé et utilisé par la marque pendant plus de 50 ans. Le millionomètre fut présenté lors de l'Exposition universelle de 1900 à Paris,.

### Montre sans clé
En 1847, Antoine LeCoultre invente une montre sans clé doté d'un des premiers systèmes de mise à l'heure et de remontage à la fois simple et fiable. La version de Patek Philippe fut inventée deux ans plus tôt en 1845. Au lieu du dispositif classique, on trouve un petit bouton poussoir activant un levier permettant de passer d'une fonction à l'autre. L'invention n'est pas brevetée et d'autres horlogers ne tardent pas à appliquer ce système.

### Calibre 145 LeCoultre
En 1907, le Calibre 145 LeCoultre établit le record du mouvement le plus plat au monde avec seulement 1,38 mm d'épaisseur. Il est intégré à des montres de poche qui demeurent à ce jour les plus fines dans leur catégorie. De 1907 jusque dans les années 1960, 400 exemplaires du mouvement ont été produits.

### Grandes complications
En 1866, pour la première fois dans l'histoire de l'horlogerie, LeCoultre & Cie se lance dans la production de calibres avec petites complications en volumes réduits. En 1891, la manufacture crée un calibre muni d'une double complication : chronographe et répétition minutes.
Au milieu des années 1890, LeCoultre & Cie développe les montres à grandes complications, qui comprennent au moins trois complications horlogères classiques, telles que le quantième perpétuel, le chronographe et la répétition minutes.
En 2004, la Manufacture crée la Gyrotourbillon I, sa première montre-bracelet à grande complication, munie d'un tourbillon gravitant autour de deux axes et d'un quantième perpétuel avec double affichage rétrograde et équation du temps marchante. En 2006, Jaeger-LeCoultre présente la Reverso grande complication à triptyque, première montre de l'histoire dans laquelle trois cadrans sont animés par un seul mouvement. En 2009, la marque lance la montre-bracelet l'Hybris Mechanica à Grande Sonnerie, une des plus compliquées au monde, munie de 26 complications et plus de 1300 composants.

## Modèles historiques

### Reverso
La Reverso, dont le nom signifie en latin « Je tourne sur moi-même », a été conçue en 1931 pour résister aux chocs inhérents à une partie de polo et était destinée notamment aux Britanniques établis en Inde : le boîtier peut en effet pivoter sur lui-même de manière à mettre le cadran à l'abri. Considérée comme un objet emblématique de l'esthétique Art Deco, la Reverso est encore fabriquée à l'heure actuelle.

### Duoplan
En 1925, LeCoultre & Cie développe le Calibre 7BF Duoplan LeCoultre afin de concilier miniaturisation et précision. La mode de l'époque était en effet aux montres-bracelets de petite taille. Mais souvent, les petits calibres manquaient de fiabilité. Créé par Henri Rodanet, directeur technique des Établissements Ed. Jaeger, la Duoplan fut disposée sur deux étages afin de maintenir un équilibre comparable aux calibres de dimensions normales.
La Duoplan fut également l'une des premières montres en acier serties de pierres précieuses. En 1929, son verre fut remplacé par une glace saphir, une grande première en horlogerie. La Duoplan était assurée par la Lloyds of London et bénéficiait d'un service après-vente spécial. Il était possible de remplacer un mouvement endommagé en quelques minutes. On pouvait même lire l'inscription suivante dans la vitrine de la boutique Tyme à Londres : « Votre montre sera réparée en moins de temps qu'il ne faut pour fumer une cigarette »[source insuffisante].

### Joaillerie 101
Après la Duoplan, LeCoultre & Cie présente en 1929 le Calibre 101, dont les 74 composants (98 aujourd'hui) pèsent seulement 1 gramme environ. Il s'agit aujourd'hui encore du plus petit mouvement mécanique au monde. En 1930 apparaît la deuxième collection de montres équipées du Calibre 101 : la gamme Joaillerie 101 Étrier. En 1953, la reine Elizabeth II d'Angleterre porte la montre-bracelet Jaeger-LeCoultre Calibre 101 le jour de son couronnement.

### Atmos

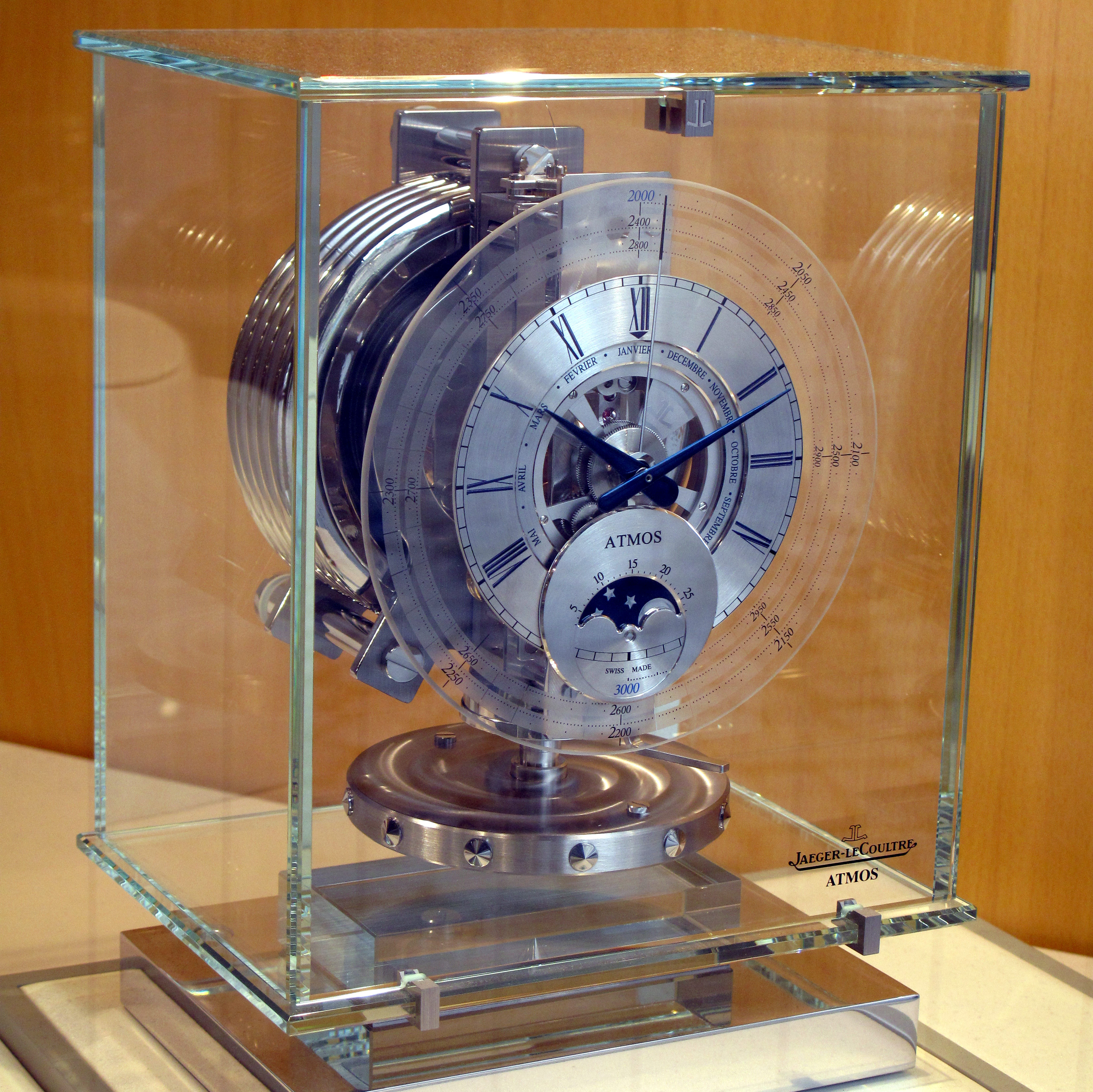
Pendule Atmos.

La pendule Atmos est pourvue d'un mouvement quasi-perpétuel ne nécessitant aucune intervention humaine et pratiquement aucune énergie. Inventée par l'ingénieur suisse Jean-Léon Reutter en 1928 à Neuchâtel, la pendule Atmos a été adoptée en 1950 par le gouvernement suisse comme cadeau officiel à l'attention des hôtes de marque. La version originelle, brevetée en 1928 et connue aujourd'hui sous le nom d'Atmos 1, fut commercialisée par la Compagnie générale de radiologie (CGR) en 1930.
Les brevets furent rachetés par Jaeger-LeCoultre en France en 1936 et en Suisse en 1937. Jaeger-LeCoultre passera ensuite dix ans à perfectionner la pendule avant de la produire sous sa forme actuelle à partir de 1946.
En 1988, l'agence de design Kohler & Rekow crée un cabinet en édition limitée à deux exemplaires pour la pendule. En 2003, la manufacture dévoile l'Atmos Mystérieuse, animée par le Calibre 583 Jaeger-LeCoultre et abritant 1 460 composants.

### Futurematic
La Futurematic fut la première montre automatique sans couronne de remontage en 1951.

### Powermatic
La Powermatic fut la première montre automatique avec indication de la réserve de marche en 1951.

### Memovox
En 1950, la manufacture présente la Memovox, la « voix de la mémoire » en latin. Son surprenant mécanisme peut être utilisé comme alarme pour se réveiller le matin ou pour notifier les rendez-vous. Les premiers modèles à remontage manuel étaient dotés d'un Calibre 489 Jaeger-LeCoultre.
En 1956, une Memovox équipée d'un Calibre 815 Jaeger-LeCoultre devient la première montre à remontage automatique avec alarme dans l'histoire de l'horlogerie ; il est à noter que la première montre mécanique à remontage manuel avec alarme d'une durée de 20 secondes était le modèle Cricket de chez Vulcain, mis au point dès 1947 et un tel modèle fut notamment offert par le gouvernement helvétique aux Présidents des États-Unis, quand il séjournaient en Suisse.
Peu de temps après, en 1958, la marque célèbre son 125e anniversaire en dévoilant la Memovox Worldtime. En 1959, Jaeger-LeCoultre lance la Memovox Deep Sea, pourvue d'une alarme spéciale pour indiquer aux plongeurs quand remonter à la surface.
En 1965, la Manufacture fait breveter la Polaris, une version de la Memovox avec triple fond pour amplifier le signal sonore sous l'eau. Ce modèle inspirera par la suite les collections Master Compressor et AMVOX. Il sera réédité en 2008 sous l'appellation Memovox Tribute to Polaris.

### Géophysic
En 1958, dans le contexte de l'année géophysique internationale, Jules-César Savary, horloger de longue date chez Jaeger-LeCoultre, propose de créer une montre certifiée chronomètre, résistante à l'eau, aux chocs et aux champs magnétiques. Baptisé "Géophysic", ce chronomètre est animé par le Calibre 478/BWSbr, équipé de 17 rubis, d'un spiral Breguet, d'un réglage de précision à l'aide d'une vis micrométrique, d'un mécanisme de stop-seconde et d'un balancier en Glucydur. Son boitier avec double fond protège le mouvement contre des champs magnétiques d'une intensité allant jusqu'à 600 gauss.
L'année de son lancement, le chronomètre Géophysic fut offert à William R. Anderson et James S. Calvert, respectivement commandant de l'USS Nautilus et commandant de l'USS Skate, premiers sous-marins nucléaires de l'U.S.NAVY à joindre les océans Pacifique et Atlantique via le pôle Nord.
Avec la Memovox Parking et la Memovox International, le Chronomètre Géophysic est également l'une des trois montres phares de la collection "Jubilée" qui, en 1958, célèbre le 125ème anniversaire de l'ouverture en 1833 par Antoine Lecoultre de son atelier d'horlogerie.

## Autres

### Sponsoring
La Reverso étant née d'une demande d'une équipe de polo, Jaeger-LeCoultre est le sponsor officiel de l'équipe de polo Dolfina (en), qui évolue dans le Championnat d'Argentine open de polo, à Palermo. Elle l'a remporté en 2007, à l'issue d'un match très serré arraché avec un score de 16 à 15 face à Ellerstina (de). Les quatre champions (Cambiaso, Monteverde, Aguerre et Castognola) sont les ambassadeurs (publicitaires) de la marque.
La réalisatrice Carmen Chaplin, l'acteur Clive Owen, l'actrice canadienne Sarah Gadon et l'acteur Benedict Cumberbatch comptent parmi les « ambassadeurs » de Jaeger-LeCoultre.

### Environnement
Afin de réduire le flux de véhicules dans la Vallée de Joux et de limiter l'étendue des parkings à proximité des ateliers, Jaeger-LeCoultre applique depuis 2008 une politique de covoiturage et met à disposition plusieurs lignes de bus (vers Morez, Pontarlier et Mouthe).

### Seconde main
En 2023, Jaeger-LeCoultre annonce le lancement du programme "The Collectibles" dont l'objectif est de proposer à la vente des modèles anciens et restaurés.

### Cinéma
Dans le film Bad Teacher (2011) de Jake Kasdan, Justin Timberlake, porte une montre Master Control Jaeger-LeCoultre en acier. Son personnage explique qu'il est membre de la famille LeCoultre.

## Monuments
- Montre de la station du chemin de fer à La Golisse d'Elie Le Coultre, 1842-1917
- Monument près de la manufacture de Jaeger-LeCoultre : 
  - pour Antoine Le Coultre, 1803-1881
  - pour J.D. Le Coultre, 1878-1948

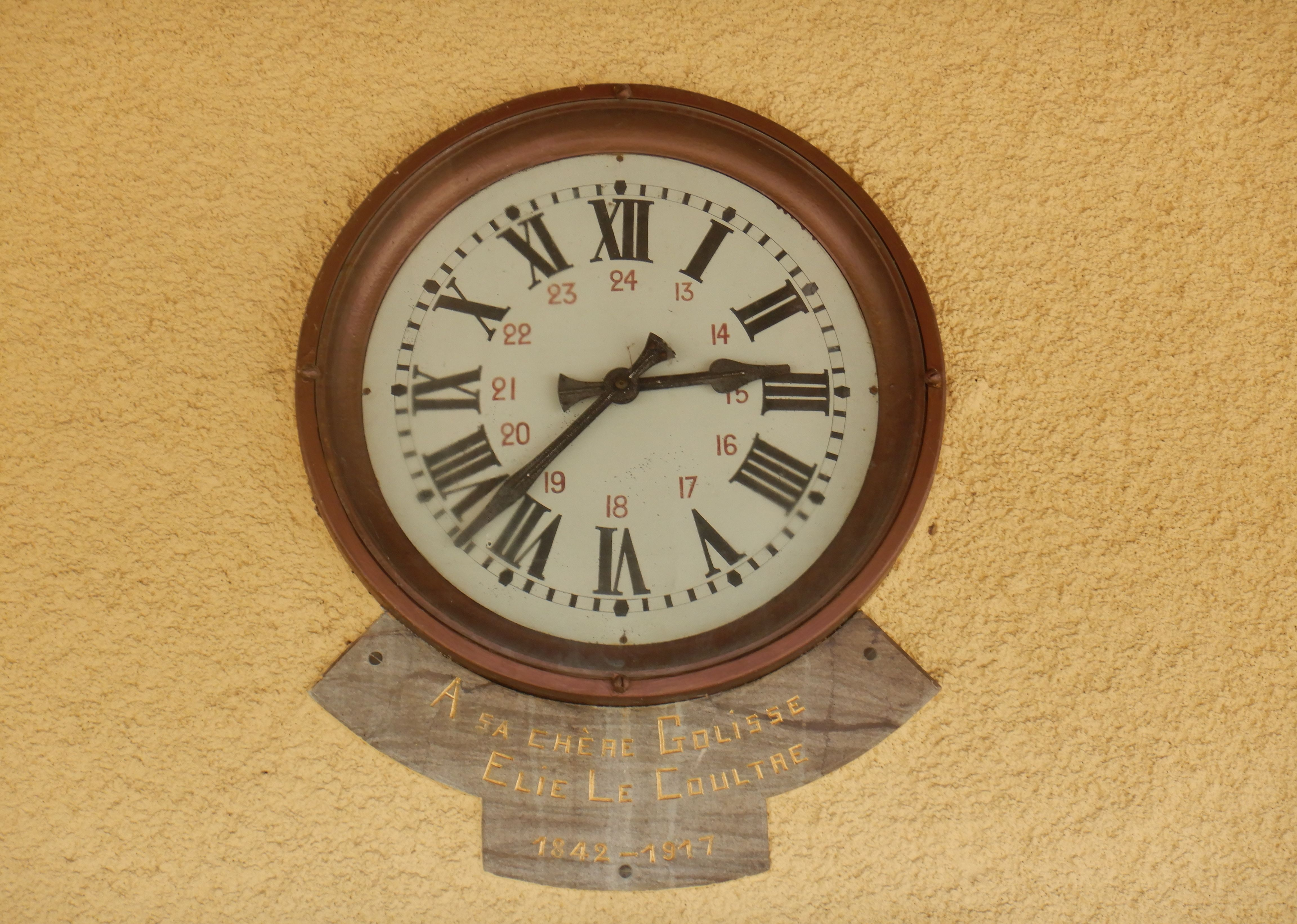
Horloge à la station « La Golisse ».
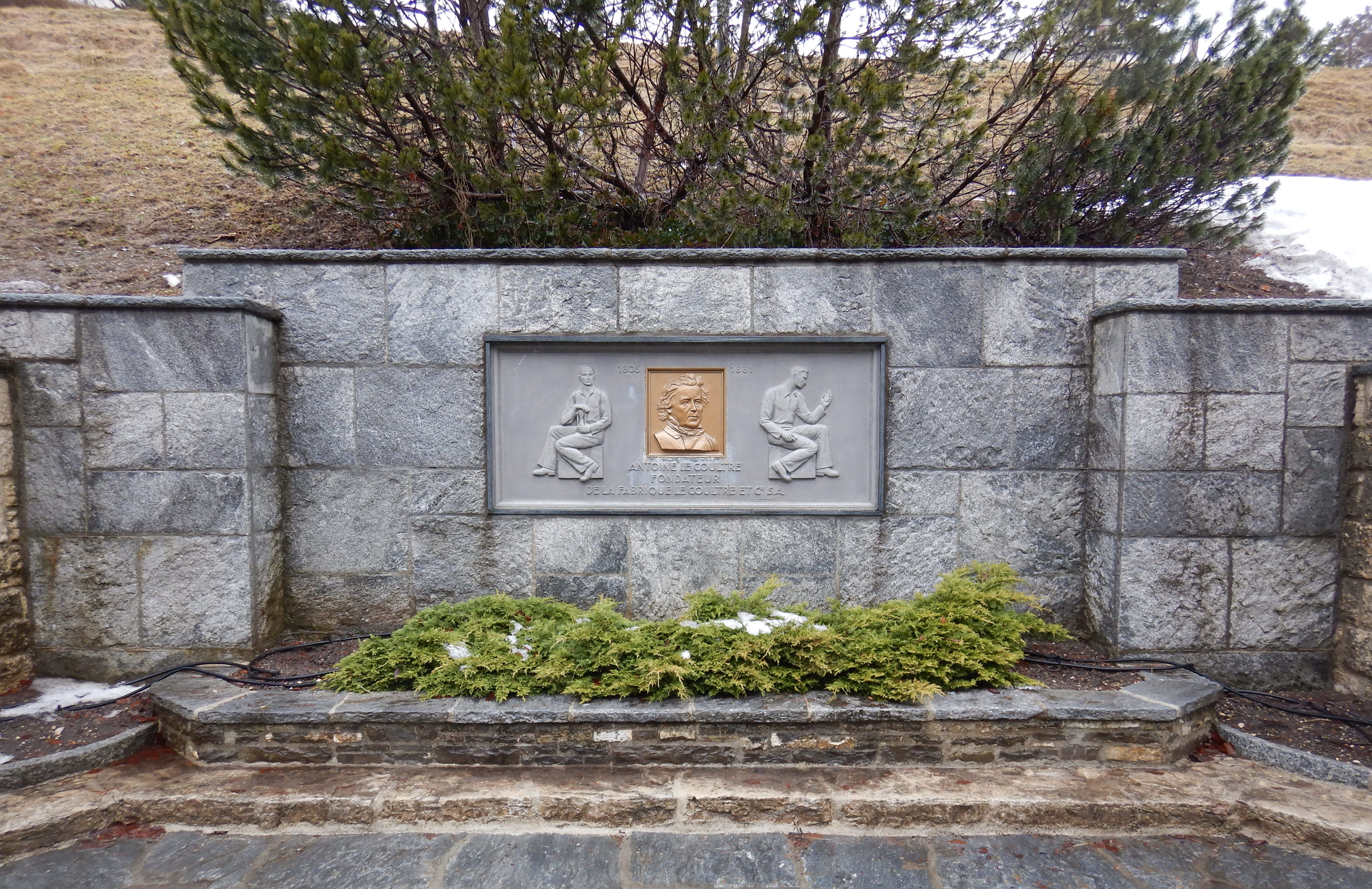
Antoine Le Coultre, 1803-1881.
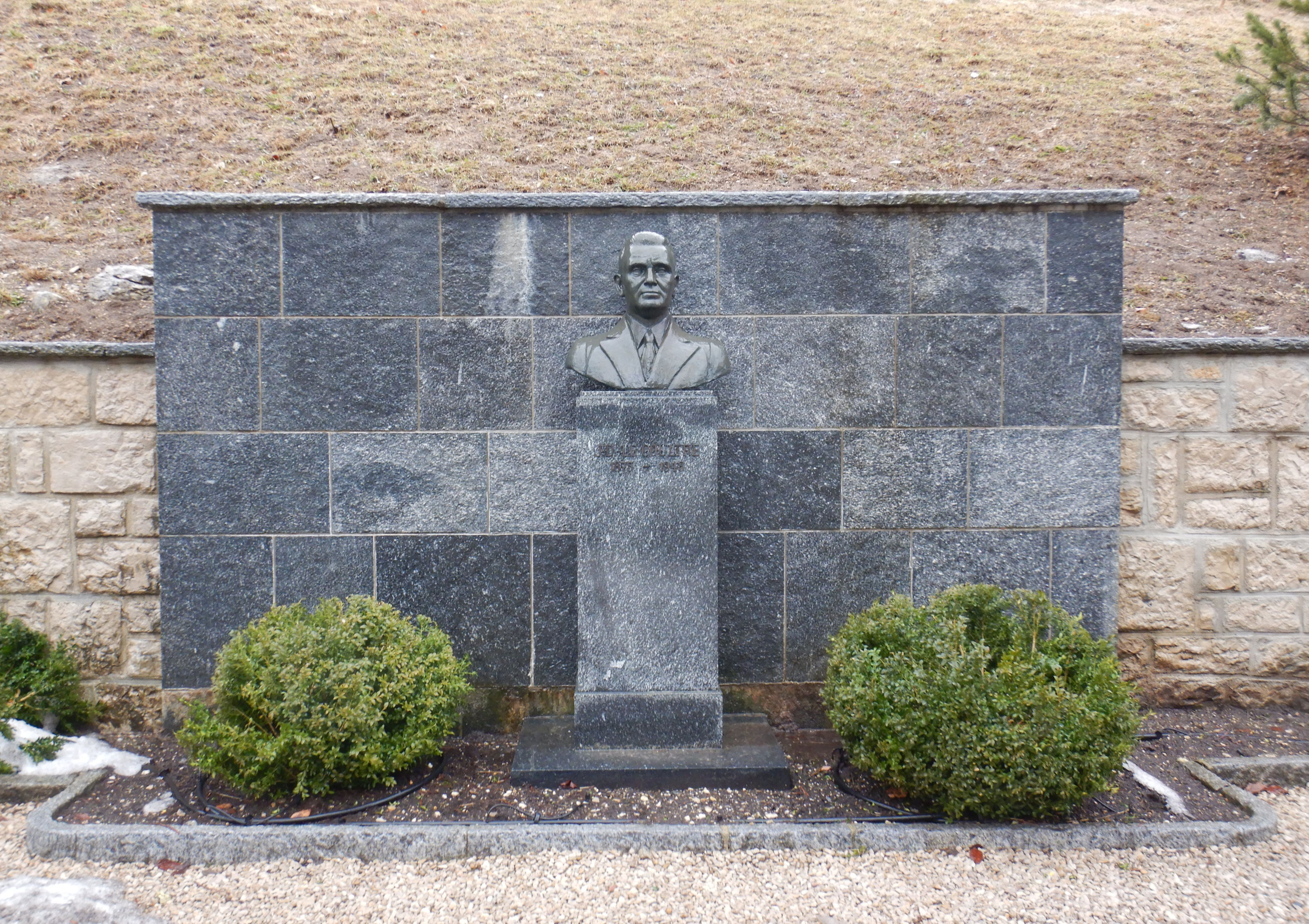
J.D. Le Coultre, 1878-1948.

## Sources
- Fonds : Le Coultre & Cie (1530 - 1976) [18.45 mètres linéaires].  Cote : CH-000053-1 PP 117. Archives cantonales vaudoises (présentation en ligne).